# آل كرت

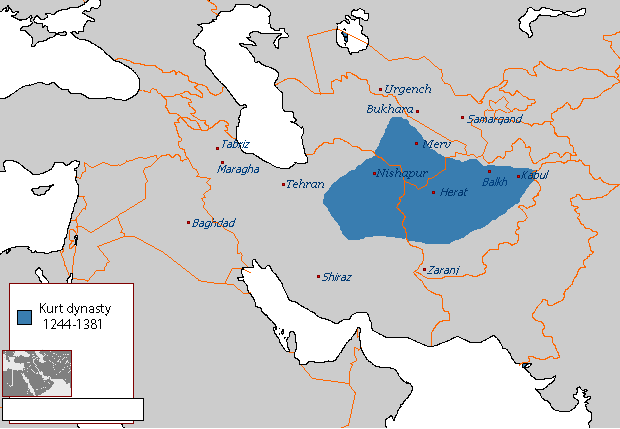
دولة آل كرت في أوج اتساعها.

كانت سلالة الكرت، المعروفة أيضًا باسم الكرتيين، سلالة مسلمة سنية من أصل طاجیکی  ارتباطًا وثيقًا بالغوريين، وحكمت جزءًا كبيرًا من خراسان خلال القرنين الثالث عشر والرابع عشر. حكموا من عاصمتهم هراة ومن باميان في وسط خراسان، وكانوا بدايةً توابع للسلطان عبد الفاتح غياث الدين محمد بن سام، سلطان الإمبراطورية الغورية، وناسبوه، وحكموا بعدها أمراءً تابعين داخل الإمبراطورية المغولية. عند تجزئة الدولة الإلخانية في 1335، عمل معز الدين الحسين بن غياث الدين، على توسيع إمارته. أنهت وفاة حسين بن غياث الدين في عام 1370 وغزو تيمور في عام 1381، طموحات سلالة الكرت.

## توابع لسلالة الغوريين
يتتبع الكرت نسبهم إلى تاج الدين عثمان مرغيني، الذي كان شقيقه، عز الدين عمر مرغيني، وزيرَ السلطان غياث الدين محمد بن سام (توفي 1202/1203). كان مالك ركن الدين أبو بكر مؤسس سلالة الكرت، وينحدر من عائلة غور الشنسبانية.
تزوج مالك ركن الدين أبو بكر إحدى أميرات الغوريين. خلف ابنهما شمس الدين والده عام 1245.

## توابع للإمبراطورية المغولية
خلف شمس الدين محمد والده عام 1245، وانضم في العام التالي إلى سالي نويان في حملةِ غزوٍ على الهند، والتقى بالولي الصوفي بهاء الدين زكريا في مُلتان عام 1247. في وقت لاحق، زار خاقانَ المغول العظيم مونكو خان (1248 – 1257)، الذي وضع خراسان الكبرى (أفغانستان الحالية) تحت سيطرته ولربما المنطقة الممتدة حتى نهر السند. في 1263، بعد إخضاع سيستان، زار هولاكو خان، وبعد ثلاث سنوات زار خليفته أباقا خان، الذي رافقه في حملته على دربند وباكو. زار أباقا خان مرة أخرى، برفقة شمس الدين ديوان الصاحب، في 1276/1277، وهذه المرة ظهر أن الاستحسان السابق من قِبل الحاكم المغولي لشخصه قد تحول إلى شك، مما أدى إلى وفاته، إذ سُمم في يناير 1278، عن طريق بطيخٍ أُعطي له حين كان في حمامات تبريز. حتى أن أباقا خان أمر بدفن جثته مقيدةً بالسلاسل في جام في خراسان.
كان فخر الدين راعيًا للأدب، لكنه كان شديد التدين أيضًا. ألقاه والده في السجن لمدة سبع سنوات، إلى أن تدخل جنرال الدولة الإلخانية نوروز لصالحه. عندما تعثرت ثورة نوروز نحو عام 1296، عرض عليه فخر الدين حق اللجوء، ولكن عندما اقتربت قوات الإلخانية من هراة، خان الجنرال وسلمه لقوات غازان. بعد ثلاث سنوات، قاتل فخر الدين أولجايتو خليفة غازان، الذي أرسل بعد فترة وجيزة من اعتلاءه العرش عام 1306 قوة قوامها 10,000 ليأخذ هراة. لكن فخر الدين خدع الغزاة بالسماح لهم باحتلال المدينة، ثم دمرهم وقتل قائدهم دانشمند بهادر خلال هذه العملية. توفي في 26 فبراير 1307. لكن أولجايتو غزا هراة وغيلان.
خلف ركن الدين أباه شمس الدين. اتخذ ركن الدين لقب ملك، واستخدمه جميع حكام كرت اللاحقين. حين وفاته؛ في قيصر في 3 سبتمبر 1305، كانت السلطة الفعلية في يد ابنه فخر الدين منذ فترة طويلة.
بعد وفاة فخر الدين خلفه شقيقه غياث الدين؛ على الفور تقريبًا، بدأ في الشجار مع شقيقه الآخر، وهو علاء الدين بن ركن الدين. بعد عرض مشكلته أمام أولجايتو، الذي استقبله استقبالًا حارًا، عاد إلى خراسان في 1307/1308. أدت المشاكل المستمرة مع شقيقه إلى زيارة الخان مرة أخرى عام 1314/1315. لدى عودته إلى هراة، وجد أراضيه تتعرض للغزو على يد أمير خانية جغتاي، ياساور، فضلًا عن عداء قطب الدين حاكم إسفزار وشعب سيستان. فرض ياساور حصارًا على هراة. إلا أن جيوش الإلخانية أوقفت الأمير، وفي أغسطس 1320، ذهب غياث الدين للحج في مكة وترك ابنه شمس الدين محمد بن غياث الدين متوليًا زمام الحكم أثناء غيابه. في عام 1327 فر أمير تشوبان إلى هراة بعد خيانته من قِبل الخاقان أبو سعيد بهادر خان، حيث طلب اللجوء من غياث الدين، الذي كان صديقًا له. وافق غياث الدين على الطلب في البداية، ولكن عندما ضغط عليه أبو سعيد لإعدام تشوبان، امتثل. بعد ذلك بوقت قصير توفي غياث الدين في 1329. تاركًا وراءه أربعة أبناء: شمس الدين محمد بن غياث الدين وحافظ بن غياث الدين ومعز الدين حسين بن غياث الدين وباقر بن غياث الدين.

## المصدر
1. ↑  تاريخ هراة، سيف بن محمد بن يعقوب. {{استشهاد بكتاب}}: الوسيط |title= غير موجود أو فارغ (مساعدة)
2. ↑  M.J. Gohari, Taliban: Ascent to Power, (Oxford University Press, 2000), 4.
3. ↑  C.E. Bosworth, The New Islamic Dynasties, (Columbia University Press, 1996), 263.
4. ↑  Kart, T.W. Haig and B. Spuler, The Encyclopaedia of Islam, Vol. IV, ed. E. van Donzel, B. Lewis and C. Pellat, (Brill, 1997), 672.
5. ↑  Edward G. Browne, A Literary History of Persia: Tartar Dominion 1265-1502, (Ibex Publishers, 1997), 174.